# Знамя Победы
Зна́мя Побе́ды — штурмовой флаг 150-й ордена Кутузова II степени Идрицкой стрелковой дивизии, водружённый 1 мая 1945 года на крыше здания рейхстага в городе Берлине военнослужащими Красной Армии Алексеем Берестом, Михаилом Егоровым и Мелитоном Кантария.
Российским законодательством установлено, что «Знамя Победы является официальным символом победы советского народа и его Вооружённых Сил над нацистской Германией в Великой Отечественной войне 1941—1945 годов, государственной реликвией России» и «находится на вечном хранении в условиях, обеспечивающих его сохранность и доступность для обозрения».
Также Знамя Победы является официальным символом Победы в Беларуси (с 1996) и в непризнанной Приднестровской Молдавской Республике (с 2009).
По внешнему виду Знамя Победы — это изготовленный в военно-полевых условиях импровизированный Государственный флаг СССР, представляющий собой прикреплённое к древку однослойное прямоугольное красное полотнище размером 82 см на 188 см, на лицевой стороне которого вверху у древка изображены серебряные пятиконечная звезда, серп и молот, а на остальной части полотнища надпись белыми буквами в четыре строки: «150 стр. ордена Кутузова II ст. идрицк. див. 79 С. К. 3 У. А. 1 Б. Ф.» (150-я стрелковая ордена Кутузова II степени идрицкая дивизия 79-го стрелкового корпуса 3-й ударной армии 1-го Белорусского фронта), на обратной стороне полотнища в нижнем углу у древка — надпись «№ 5».

Кантария (слева) и Егоров на фотографии 1945 года со Знаменем Победы

## История водружения Знамени
2 июля 1945 г.
Командующий войсками 1-го Белорусского фронта Маршал Советского Союза тов. Жуков приказал войскам 3-й ударной армии стремительным продвижением вперёд ворваться в Берлин, овладеть центральным районом города и рейхстагом и водрузить на нём Знамя Победы. <…>
Разбив противника на ближних подступах к городу, войска армии 21 апреля 1945 года в 6:00 первыми ворвались в Берлин. Соединения 79-го стрелкового корпуса генерал-майора Перевёрткина, развивая наступление, с упорными уличными боями подошли к центру города. <…>
Захватив центральную часть города, Моабит, войска 3-й ударной армии к исходу 29 апреля 1945 г. проникли в район рейхстага.
30 апреля с рассветом начался общий штурм рейхстага. Знамя было передано 756 сп полковника Зинченко, который наступал на рейхстаг в первом эшелоне 150 сд, а в полку — роте старшего сержанта Сьянова из батальона капитана Неустроева. <…>
30 апреля 1945 года в 14:25 бойцы роты старшего сержанта Сьянова с боями прорвались по лестнице на крышу здания и достигли купола рейхстага. Отважные воины коммунист лейтенант Берест, комсомолец красноармеец Егоров и беспартийный младший сержант Кантария установили знамя, над зданием германского парламента взвился гордый флаг Советского Союза — символ нашей великой победы.
Этот исторический момент водружения Знамени Победы над Берлином отмечен 30 апреля 1945 года приказом № 06 командующего войсками 1-го Белорусского фронта Маршала Советского Союза тов. Жукова. <…>
Водружённое над рейхстагом Знамя, пробитое пулями и опалённое, победно реяло над поверженным Берлином. <…>
Командующий войсками 3-й ударной армии Герой Советского Союза генерал-полковник Кузнецов
Член Военного совета 3-й ударной армии генерал-майор Литвинов

### Предпосылки водружения
Традиция водружения штурмовых флагов зародилась в Красной Армии в годы Великой Отечественной войны в ходе наступательных действий при освобождении и взятии населённых пунктов.
6 октября 1944 года председатель Государственного комитета обороны СССР, Верховный Главнокомандующий Вооружёнными Силами СССР И. В. Сталин выступил на торжественном заседании Моссовета, посвящённом 27-й годовщине Октябрьской революции, на котором высказал идею водружения Знамени Победы:

«Советский народ и Красная Армия успешно осуществляют задачи, вставшие перед нами в ходе Отечественной войны … Отныне и навсегда наша земля свободна от гитлеровской нечисти, и теперь перед Красной Армией остаётся её последняя, заключительная миссия: довершить вместе с армиями наших союзников дело разгрома немецко-фашистской армии, добить фашистского зверя в его собственном логове и водрузить над Берлином Знамя Победы».

Вскоре на Московской фабрике строчно-вышивальных изделий № 7 был изготовлен флаг из красного знамённого бархата; его края обрамили красочным орнаментом, в центре полотнища разместили большой герб СССР, над гербом — орден «Победа», а внизу — надпись: «Наше дело правое — мы победили». Однако данный флаг, предназначавшийся для водружения в качестве Знамени Победы, не был отправлен в войска; он так и остался в Москве.
9 апреля 1945 года в районе города Ландсберга на Варте на совещании начальников политотделов всех армий 1-го Белорусского фронта было дано указание о том, чтобы в каждой наступающей на Берлин армии были изготовлены красные флаги, которые могли бы быть водружены над Рейхстагом.
В апреле 1945 года в 3-й ударной армии 1-го Белорусского фронта, оказавшейся первой в центре Берлина, из простого красного материала по приказу командующего 3-й ударной армии генерал-полковника В. И. Кузнецова было изготовлено 9 штурмовых флагов (по количеству дивизий, которые входили в состав армии). Флаги были изготовлены по образцу государственного флага СССР в армейском доме Красной Армии под руководством его начальника майора Г. Н. Голикова. Знамёна были изготовлены из немецкого материала, взятого в одной из лавок Берлина. Звезда, серп и молот художником Василием Бунтовым наносились от руки и через трафарет. Древки из распиленной доски к штурмовым флагам изготовил киномеханик, старший сержант А. Т. Габов. В ночь на 22 апреля штурмовые флаги были вручены от имени Военного совета 3-й ударной армии представителям стрелковых дивизий. В их числе штурмовой флаг номер № 5, ставший Знаменем Победы.
Начальник политотдела 3-й ударной армии Ф. Я. Лисицын так рассказывал об этом: «Ещё до начала Берлинской операции мы узнали, что некоторые наши соседи распорядились изготовить по одному красному знамени для водружения над Рейхстагом <…>. Я предложил изготовить не одно, а девять знамён — по числу стрелковых дивизий нашей армии. Военный совет одобрил предложение. Я вызвал начальника армейского Дома Красной Армии Г. Голикова: нам выпала высокая честь сшить будущие знамёна Победы. Каким материалом располагаем? Решили обойтись без излишеств: шить из обыкновенного кумача, но со строгим соблюдением размеров и формы Государственного флага страны… Женщины взяли ножницы, иголки с нитками, шили и кроили. Слёз не скрывали. Пожалуй, в этот момент многие из нас поняли, как близок конец этой бесчеловечной войны. Художник В. Бунтов рисовал в верхнем левом углу, у древка, серп и молот со звездой. Киномеханик С. Габов мастерил древки (в основном, из карнизов для штор) и крепил к ним полотнища».
В период боёв не было определено, какое знамя и над каким зданием можно водрузить, чтобы оно стало Знаменем Победы. На обращение командования 1-го Белорусского фронта о главном объекте в Берлине, на котором следует водрузить Знамя Победы, Сталин указал Рейхстаг.

### Водружение Знамени

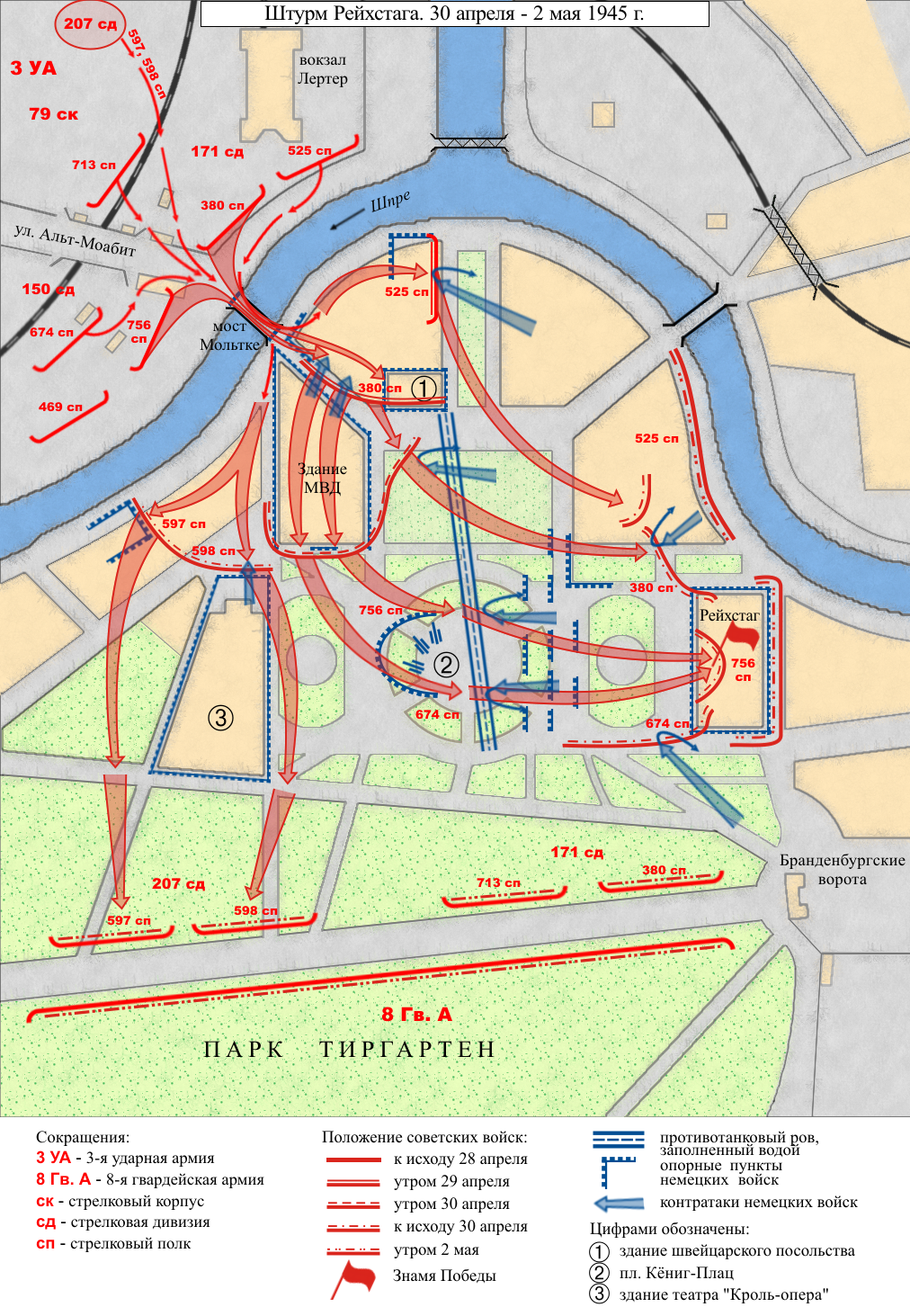
Штурм Рейхстага

29 апреля начались ожесточённые бои в районе Рейхстага. Штурм самого здания, который обороняло более тысячи военнослужащих противника, начался 30 апреля силами 171-й (под командованием полковника Алексея Негоды) и 150-й (под командованием генерал-майора Василия Шатилова) стрелковых дивизий. Первая попытка штурма, предпринятая утром, была отражена сильным огнём обороняющихся. Второй штурм был начат в 13:30 после сильной артиллерийской подготовки.
30 апреля 1945 года по Всесоюзному радио, вещавшему также на зарубежные страны, прошло не соответствующее действительности сообщение, что в 14 часов 25 минут над Рейхстагом водружено Знамя Победы. Основанием для этого стали донесения командиров частей, штурмовавших Рейхстаг. Так в донесении начальника штаба 150-й стрелковой дивизии полковника Николая Дьячкова начальнику штаба 79-го стрелкового корпуса от 30 апреля указано: «Доношу, в 14.25 30.4.45 г., сломив сопротивление противника в кварталах северо-западнее здания рейхстага, 1 сб 756 сп и 1 сб 674 сп штурмом овладели зданием рейхстага и водрузили на южной его части Красное знамя…». В действительности к этому моменту советские войска ещё не захватили Рейхстаг полностью, а лишь отдельные группы смогли проникнуть в него. Данное сообщение стало причиной того, что в течение долгого времени в литературе история водружения Знамени Победы была искажена. Как отмечает А. Садчиков, «появление этого радиосообщения объясняется вовсе не идеологическими или политическими мотивами. Ошибку совершило командование той же 150-й стрелковой дивизии, которое поторопилось и преждевременно доложило наверх о своём „успехе“. Когда военачальники разобрались в ситуации, изменить что-либо было уже невозможно. Новость стала жить своей жизнью». В своих воспоминаниях командир 756-го стрелкового полка Герой Советского Союза Фёдор Зинченко пишет: «Всему виной поспешные, непроверенные донесения. Возможность их появления была не исключена. Бойцы подразделений, залёгших перед Рейхстагом, несколько раз поднимались в атаку, пробивались вперёд в одиночку и группами, вокруг всё ревело и грохотало. Кому-то из командиров могло показаться, что его бойцы если и не достигли, то вот-вот достигнут заветной цели».
Только третий штурм Рейхстага увенчался успехом. Бой в здании продолжался до позднего вечера. В результате боя часть здания была захвачена советскими войсками, в разных местах Рейхстага были закреплены несколько красных знамён (от полковых и дивизионных до самодельных), и появилась возможность водрузить красное знамя на крыше Рейхстага.
Предназначенный для водружения над Рейхстагом штурмовой флаг 150-й стрелковой дивизии 3-й ударной армии 1-го Белорусского фронта, ставший Знаменем Победы, был установлен на крыше Рейхстага 30 апреля в 22 часа (по «берлинскому» времени; 1 мая по Московскому времени). Это было четвёртое по счёту знамя из установленных на крыше здания. Первые три знамени были уничтожены в результате ночного дальнобойного немецкого артобстрела крыши рейхстага. В результате артобстрела был разрушен также стеклянный купол Рейхстага, остался только каркас. Но вражеская артиллерия не смогла уничтожить закреплённое на восточной крыше знамя, водружённое Берестом, Егоровым и Кантария.
Командир батальона, штурмовавшего Рейхстаг, Степан Неустроев, описывая водружение Знамени Победы на крыше Рейхстага, в своих мемуарах пишет, что командир полка полковник Зинченко приказал Егорову и Кантарии немедленно идти на крышу Рейхстага и на высоком месте установить штурмовой флаг. Замполиту батальона лейтенанту Бересту было приказано возглавить выполнение боевой задачи по установке флага; путь на крышу расчищали автоматчики роты Ильи Сьянова. Первоначально Знамя было установлено на фронтоне главного входа Рейхстага — на восточной части здания — и ремнями прикреплено к конной скульптуре Вильгельма I.

### Перенос Знамени на купол Рейхстага
Егоровым и Кантария Знамя было перенесено на купол Рейхстага только во второй половине дня 2 мая, когда немцы в рейхстаге уже сдались. Ф. М. Зинченко вспоминал:

«Вызвал Егорова и Кантарию, и мы отправились наверх… Когда я взобрался на крышу, передо мной открылась довольно широкая панорама Берлина. Обошли медленно купол и на восточной стороне (то есть тыльной относительно парадного входа) обнаружили исковерканную разрывом снаряда лестницу, ведущую на самый его верх.

— Ну что же, товарищи дорогие, — обратился я к своим спутникам. — Тридцатого апреля вы не полностью выполнили мой приказ. Знамя-то установили не на куполе. Довыполнить!…

— Есть, товарищ полковник, довыполнить приказ, — бодро ответили Егоров и Кантария. И через несколько минут Знамя уже развевалось над куполом…»

Подъём по разрушенной лестнице и металлическим переплётам (стёкла были выбиты) на такой высоте был долгим и рискованным. Был момент, когда Егоров чуть не сорвался: спасла за что-то зацепившаяся телогрейка…
В документальном фильме «Знамя Победы» полковник Ф. М. Зинченко вспоминал: «Я подозвал Егорова и Кантария к окну. Видите купол? Вот там должно быть знамя». С. А. Неустроев добавил: «Чтобы было надёжно, решили послать Береста. Он дойдёт обязательно — мощный, сильный, волевой. Если что случится с Егоровым и Кантария, он доберётся». Участвовавший в съёмках фильма Кантария вспоминал: «Нам сказали — знамя прикрепите к колонне. Через некоторое время была поставлена другая задача — Бересту, мне и Егорову пробираться на купол рейхстага. Задача Береста — охранять Егорова и Кантария. Мы пробрались на крышу. Показали знамя, чтобы все видели».
Однако об обстоятельствах перенесения Знамени на купол Рейхстага участник штурма Рейхстага С. А. Неустроев вспоминал: «Помню, как кричал командир 756-го полка Зинченко: „Где знамя? Не на колонне оно должно быть. Наверх надо, на крышу рейхстага! Чтобы все видели!“ Через некоторое время бойцы вернулись подавленные — темно, нет фонарика, не нашли выход на крышу. Зинченко матерился так, что стены дрожали как при артобстреле. Прошло больше часа. Думали, всё: нет никого в живых. И вдруг видим: на фоне стеклянного купола рейхстага пляшут трое. Понятно, что не от радости. Просто, если двигаешься, меньше вероятности попасть под пулю».

### Снятие Знамени с Рейхстага и отправка в Москву
В соответствии с договором с союзниками, район Берлина, в котором находился рейхстаг, становился оккупационной зоной Великобритании. Поэтому вскоре, в связи с передислокацией соединений 3-й ударной армии, Знамя Победы было снято с купола рейхстага. Вместо него было поставлено другое красное знамя большего размера. В донесении начальника политотдела 150-й стрелковой дивизии подполковника М. В. Артюхова командиру 79-го корпуса С. Н. Перевёрткину сообщалось, что Знамя Победы было снято с рейхстага 5 мая. А. Н. Дементьев называет другую дату — 9 мая (в другом источнике — 8 мая; тогда же, по мнению Дементьева, на куполе рейхстага Егоров и Кантария установили другой флаг, на котором серп с молотом и звезда располагались в центре полотнища). Командир 150-й дивизии Шатилов датой снятия назвал 12 мая.
В донесении Военному Совету 3-й ударной армии от Перевёрткина говорится:

Знамя, водружённое над Рейхстагом 30 апреля 1945 года, я приказал хранить и прошу ходатайства перед Маршалом Советского Союза тов. Жуковым, чтобы делегация Первого Белорусского фронта, 3-й ударной армии и 79-го стрелкового корпуса смогли лично вручить это знамя победы в Кремле или в другом месте нашему Великому вождю, любимому Маршалу Иосифу Виссарионовичу Сталину.

В дальнейшем Знамя Победы находилось в штабе 756-го стрелкового полка, потом хранилось в политотделе 150-й стрелковой дивизии до 19 июня. В этот день по распоряжению начальника политотдела дивизии на полотнище была сделана надпись: «150 стр. ордена Кутузова II ст. Идриц. Див.» Надписи: «79 Ск» и «3 УА 1 БФ» были сделаны в этот же день, после того как маршал Жуков распорядился о доставке Знамени в Москву на Парад Победы.

20 июня 1945 года мы в сопровождении начальника политотдела 150-й дивизии подполковника Артюхова приехали в штаб 79-го стрелкового корпуса, где нас встретил начальник политотдела корпуса полковник Крылов. Проверяя боевую характеристику Знамени Победы, полковник развернул знамя и помрачнел. На чистом до того поле появилась надпись: «150 стр. ордена Кутузова II ст. Идрицк. див.»
Крылов пристальным взглядом, в упор посмотрел на Артюхова и спросил: «Кто вам дал право писать это?» И он ткнул пальцем в цифру 150. Артюхов понял, что самовольные действия командования дивизии надо как-то оправдать, и предложил Крылову не смывать и не стирать надпись, а добавить: «79 стр. корпус, 3 Ударная армия, 1 Белорусский фронт». Но места на знамени осталось мало, поэтому написали сокращённо: «79 ск, 3 уа, 1 Бф». Когда Крылов увидел на знамени цифру 79, он остался доволен. И конфликт был улажен.
— Неустроев С. А. О рейхстаге на склоне лет // Октябрь — 1990. — вып. 5. — ISSN 0132-0637
Проводы Знамени Победы в Москву состоялись 20 июня 1945 года на берлинском аэродроме «Темпельхоф». Эти проводы сопровождались участниками штурма Рейхстага С. А. Неустроевым, К. Я. Самсоновым, И. Я. Сьяновым, М. Егоровым и М. Кантария. На Центральном аэродроме им. Фрунзе в Москве Знамя было встречено помощником коменданта Москвы полковником Н. В. Гребенщиковым. Роту почётного караула возглавил капитан В. И. Варенников. Три Героя Советского Союза — знаменосец гвардии старший сержант Ф. А. Шкирёв, ассистенты гвардии старшина И. П. Папышев и гвардии старший сержант П. С. Маштаков — составили знамённую группу.
Знамя Победы должны были пронести по Красной площади на Параде Победы. Для этой цели специально тренировался расчёт знамёнщиков в составе знаменосца Неустроева и его ассистентов — Егорова, Кантария и Береста. Однако у предполагаемого знаменосца Неустроева к 22 годам было пять ранений, а ноги повреждены. В связи с этим, а также в связи с тем, что участниками расчёта был продемонстрирован недостаточный уровень строевой подготовки, при том, что назначать других знаменосцев не представлялось возможным и было уже поздно, маршал Г. К. Жуков принял решение — Знамя не выносить. Поэтому, вопреки распространённому мнению, на Параде Победы Знамени не было.

## Знамя Победы в Музее Вооружённых сил
По распоряжению Главного Политического управления Рабоче-крестьянской Красной армии от 10 июля 1945 года Знамя Победы было передано в Центральный музей Вооружённых сил СССР в Москве на вечное хранение.
После 1945 года Знамя выносилось в 1965 году — по случаю 20-летия Победы. Знаменосцами Парада Победы 9 мая 1965 года были: полковник К. Самсонов, сержант М. Егоров, младший сержант М. Кантария. До 1965 года в прежнем здании музея экспонировалось подлинное Знамя Победы. К 1965 году к Знамени был приставлен почётный караул. В 1975 году Знамя Победы было пронесено в Кремлёвском дворце съездов на торжественном собрании, посвящённом 30-летию Победы.
Впоследствии для обеспечения сохранности Знамя Победы было заменено на копию (дубликат), с точностью повторяющую его подлинник. Подлинное Знамя было перенесено в хранилище знамённого фонда. Знамя Победы раньше хранилось в сложенном виде. По рекомендации реставраторов, обнаруживших на нём кракелюры, нарушения красочного слоя, было решено хранить Знамя в развёрнутом виде и в горизонтальном положении в специальном контейнере. Знамя Победы запрещено хранить в вертикальном положении из-за хрупкости сатина, из которого сделан флаг. В связи с этим Знамя было уложено горизонтально и до 2011 года было покрыто специальной бумагой. Как сообщил хранитель Знамени А. Н. Дементьев, из древка Знамени были выдернуты девять гвоздей, которыми в 1945 году к нему прибили полотнище (головки их стали ржаветь и травмировать ткань).
Подлинное Знамя Победы несколько раз покидало здание музея. В 2003 году Знамя в течение 10 дней находилось в Санкт-Петербурге на 300-летии города, два раза — на Поклонной горе, в 1990 году Знамя вывозилось в Беларусь и на Украину под лозунгом «Нас объединяет Знамя Победы!». В 2000-х годах подлинное Знамя Победы также было показано на съезде музейных работников России. На это мероприятие был вызван почётный караул из Президентского полка. По словам Дементьева, экспонировавшаяся в стеклянной витрине музея копия (дубликат) «стареет <…> точно так же, как историческое героическое полотнище».
8 мая 2011 года в Центральном музее Вооружённых сил РФ был открыт зал «Знамя Победы», в котором была размещена точная копия Знамени Победы. Для экспонирования копии было спроектировано специальное выставочное оборудование. Копия Знамени была помещена в стеклянный куб, поддерживаемый металлическими конструкциями, выполненными в виде направляющих рельсов для снарядов к реактивной установке БМ-13 «Катюша». В основании конструкции — стеклянные витрины в виде разрушенной свастики, в которых размещены 20 тысяч экземпляров железных крестов, предназначавшихся для награждения германских военнослужащих за взятие Москвы, германские военные знамёна, оружие противника, документы, в том числе копия плана «Барбаросса».
Настоящее Знамя хранится в специальной капсуле в знамённом фонде, расположенном в подземном помещении музея. В капсуле из специального стекла, задерживающего ультрафиолет, поддерживается особая среда с соответствующей температурой, освещённостью и влажностью ок. 60 %. У Знамени не хватает полосы длиной 73 сантиметра и шириной 3 сантиметра. По одной из версий, полоску оборвал и взял на память 2 мая 1945 года бывший на крыше Рейхстага рядовой Александр Харьков, наводчик «катюши» из 92-го гвардейского миномётного полка. По другой версии, в то время, когда Знамя хранилось в политотделе 150-й стрелковой дивизии, работавшие там женщины-военнослужащие решили оставить себе сувенир на память, — отрезали полоску и поделили на кусочки. В начале 1970-х годов в Музей Советской Армии пришла женщина, рассказала эту историю и показала свой лоскуток, который был приложен к Знамени и подошёл по размеру.

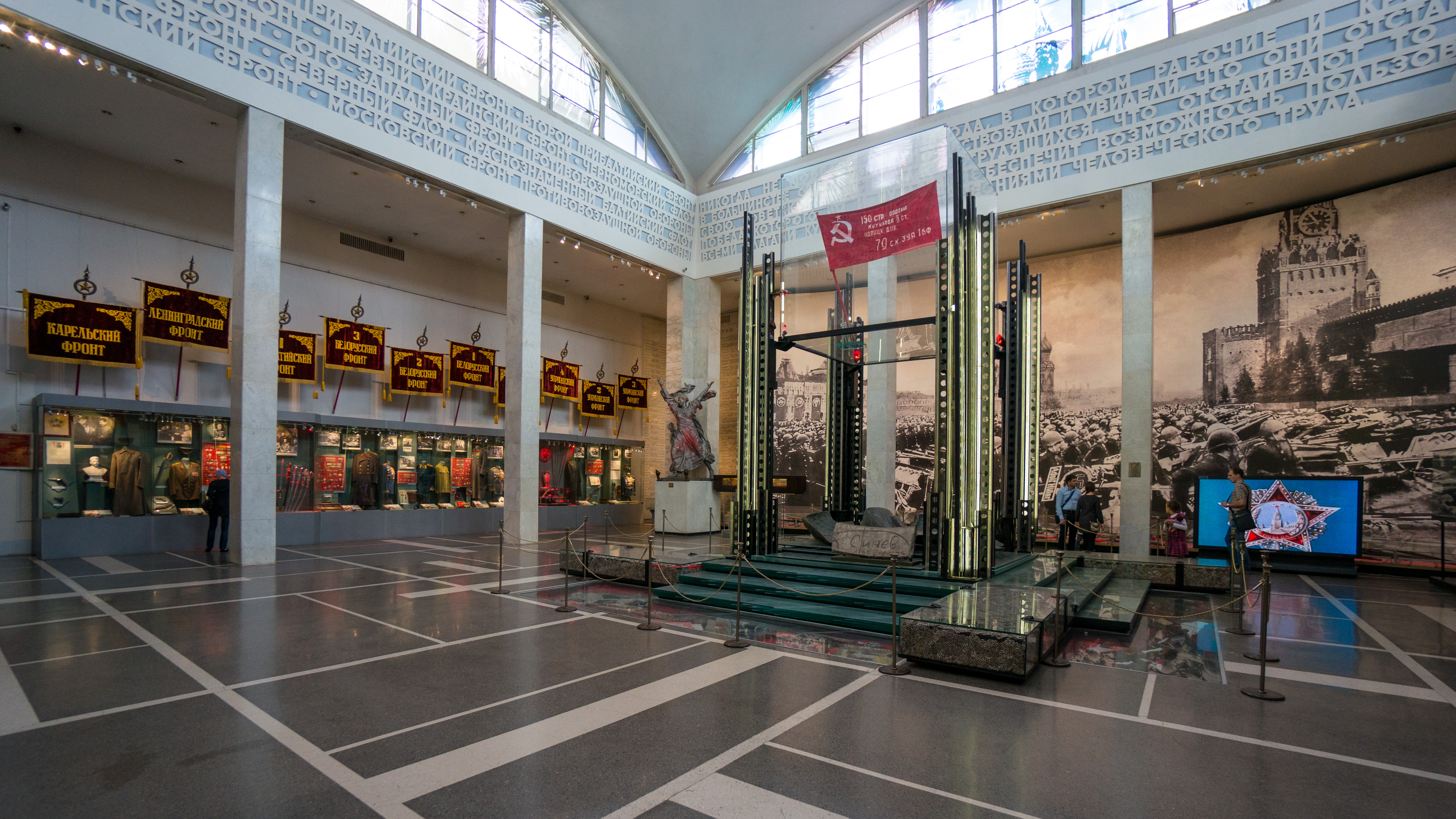
Точная копия Знамени Победы в Центральном музее Вооружённых Сил (Москва, Россия)

## Другие знамёна на Рейхстаге и в других местах Берлина
В ходе битвы за Берлин в разных местах города были водружены также другие красные знамёна, получившие известность в исторической литературе. Знамёна водружались на высоких зданиях и на других видных местах: на зданиях городской ратуши, рейхсканцелярии Гитлера, над Бранденбургскими воротами и другими объектами города. Эти знамёна в документах и в исторической литературе часто также именуются знамёнами Победы; многие из них водружались и устанавливались на второстепенных объектах города или местах Рейхстага, ни одно из этих знамён после взятия Берлина не сохранилось; и соответственно — они не получили официального статуса.
Первое красное знамя в Берлине установил ефрейтор, разведчик-наблюдатель 1-й батареи 106-го миномётного полка 1-й миномётной Брестской бригады 5-й артиллерийской Краснознамённой Калинковичской дивизии прорыва Резерва Главного Командования А. И. Муравьёв 21 апреля. В ходе нескольких штурмов самого Рейхстага в разных его местах (на фасаде и внутри здания: на лестнице главного входа, в окнах, на колоннах, в центре зала и др.) — до того, как войска смогли пробраться на крышу здания, — также было водружено несколько красных знамён.

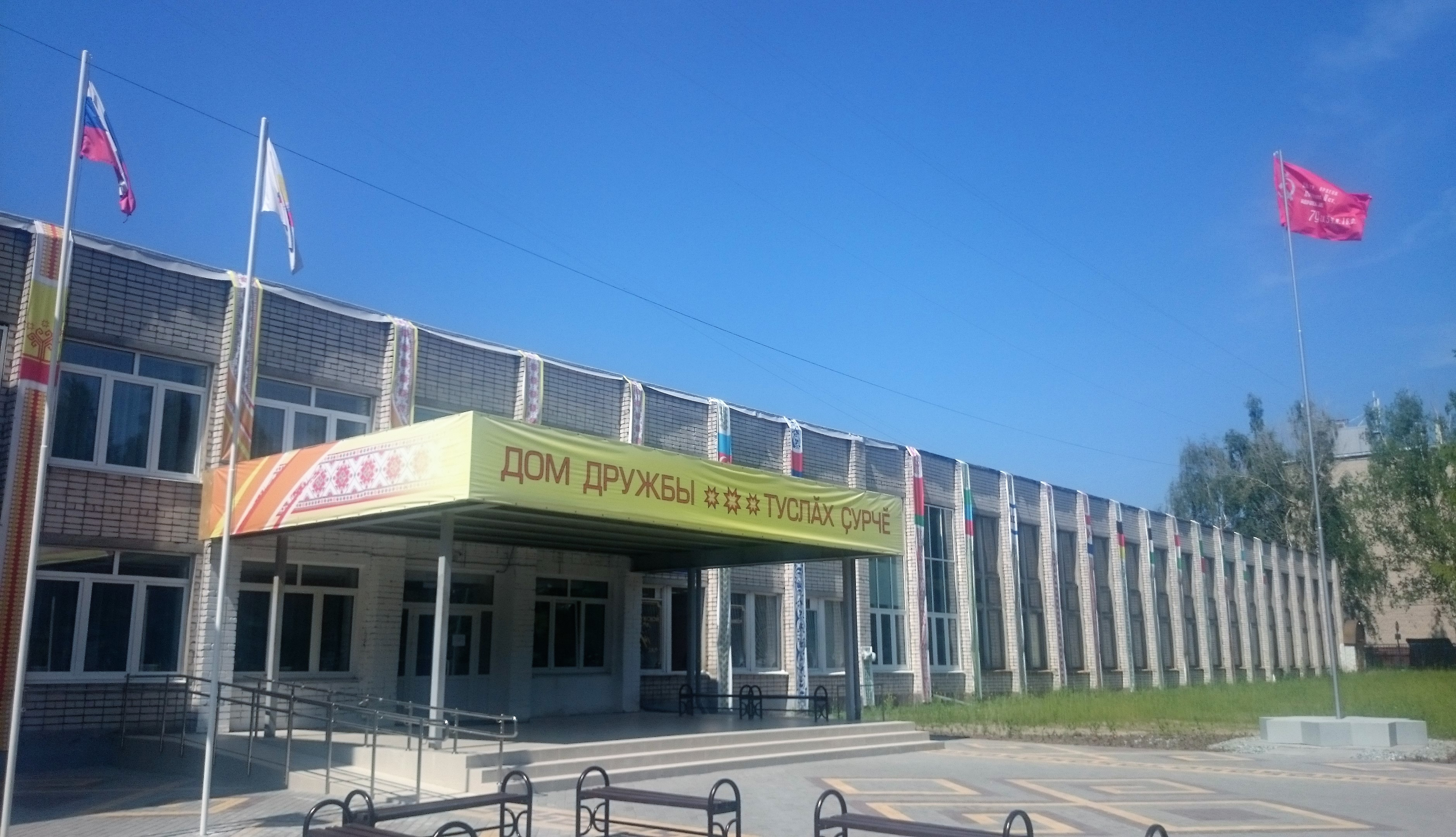
Копия Знамени около Дома дружбы в Чебоксарах (Чувашия, 26.06.2018 г.)

Герой Российской Федерации Абдулхаким Исмаилов в интервью 2007 года утверждал, что ещё 28 апреля 1945 года он, Алексей Ковалёв и Леонид Горычев установили красный флаг на одной из башенок крыши Рейхстага (позднее бойцы были запечатлены на постановочных фотографиях Евгения Халдея «Знамя Победы над рейхстагом»).
Во время второго штурма — днём 30 апреля — отдельным группам красноармейцев из 171-й и 150-й стрелковых дивизий удалось подобраться к Рейхстагу и закрепить красные знамёна в разных местах фасада здания (Рейхстаг к тому времени ещё не был взят). Различные источники указывают разные сведения о том, какой именно флаг и где был установлен на Рейхстаге во время дневного штурма. В частности, в донесении командира 150-й стрелковой дивизии указано, что в 14 часов 25 минут на фасаде здания было установлено полковое красное знамя 674-го стрелкового полка. Согласно журналу боевых действий 150-й стрелковой дивизии в 14 часов 25 минут 30 апреля 1945 года лейтенант Рахимжан Кошкарбаев и рядовой Григорий Булатов «по-пластунски подползли к центральной части здания и на лестнице главного входа поставили красный флаг». Это событие также отмечено в книге Героя Советского Союза И. Ф. Клочкова «Мы штурмовали рейхстаг», в которой сказано, что «лейтенант Р. Кошкарбаев первым прикрепил к колонне красный флажок».

Западный фасад Рейхстага, 3 июня 1945 года. Над фронтоном центрального входа видна скульптурная группа «Германия», на которой штурмовая группа Макова в 22:30 30 апреля 1945 года водрузила красный флаг

В публикациях о Знамени Победы со ссылкой на старшего научного сотрудника Центрального музея Вооружённых сил А. Н. Дементьева отмечается, что первые группы советских воинов смогли ворваться внутрь Рейхстага только в десятом часу вечера 30 апреля. Первой на крышу здания рейхстага пробилась штурмовая группа под командованием капитана В. Н. Макова — сержант М. П. Минин и старшие сержанты Г. К. Загитов, А. Н. Лисименко и А. П. Бобров, где бойцы в 22 часа 30 минут водрузили красное полотнище на скульптуре «Богиня Победы», расположенной на фронтоне парадного входа западной части Рейхстага. Спустя некоторое время тут же (вторыми) укрепили своё знамя воины штурмовой группы майора М. М. Бондаря. В 22 часа 40 минут на западном фасаде крыши разведчиками 674-го полка во главе с лейтенантом С. Е. Сорокиным был установлен третий красный флаг. В официальном советском издании «История Второй мировой войны» (1979) об этих трёх уничтоженных при артобстреле знамёнах и Знамени Победы сказано:

Это Знамя символически воплотило в себе все знамёна и флаги, которые в ходе самых ожесточённых боёв были водружены группами капитана В. Н. Макова, лейтенанта Р. Кошкарбаева, майора М. М. Бондаря и многими другими воинами. От главного входа Рейхстага и до крыши их героический путь был отмечен красными знамёнами, флагами и флажками, как бы слившимися теперь в единое Знамя Победы.

Днём 1 мая на пылающий Рейхстаг с самолётов было сброшено два шестиметровых красных знамени с надписями «ПОБЕДА» (алое полотнище было сброшено с самолёта гвардии старшим лейтенантом К. В. Новосёловым). Предположительно, затем эти знамёна погибли в огне.
Институт военной истории МО РФ на запрос о том, кто первым водрузил знамя над Рейхстагом, прислал ответ (19 июня 2005 года, № 247443):

«…в каждой из армий, наступающих на Берлин, готовилось по одному красному знамени для водружения над зданием Рейхстага. В 3-й ударной армии 22 апреля 1945 года было подготовлено 9 таких знамён (по числу входящих в неё дивизий). Красные знамёна, флаги и флажки имелись во всех штурмовых группах, которые шли в бой с главной задачей — прорваться в Рейхстаг и установить их на здании. Всего над Рейхстагом было поднято около 40 флагов. В связи с этим, и по ряду других причин, вопрос о том, кто первым совершил этот подвиг, до сих пор остаётся дискуссионным».

Ранним утром 2 мая 1945 года бойцы 416-й стрелковой дивизии Мамедов, Ахмедзаде, Н. Бережной и Н. Андреев под руководством лейтенанта А. Меджидова водрузили красное знамя над Бранденбургскими воротами. Сержант П. Е. Волик из 1040-го стрелкового полка (командир полковник И. С. Козлов) 295-й стрелковой дивизии одновременно с группой воинов 416-й стрелковой дивизии также поднял красное знамя над Бранденбургскими воротами.

## Использование копий Знамени Победы

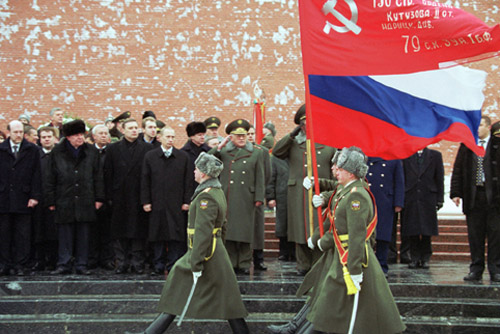
Копия Знамени Победы на церемонии возложения венка к Могиле Неизвестного солдата у Кремлёвской стены 23 февраля 2001

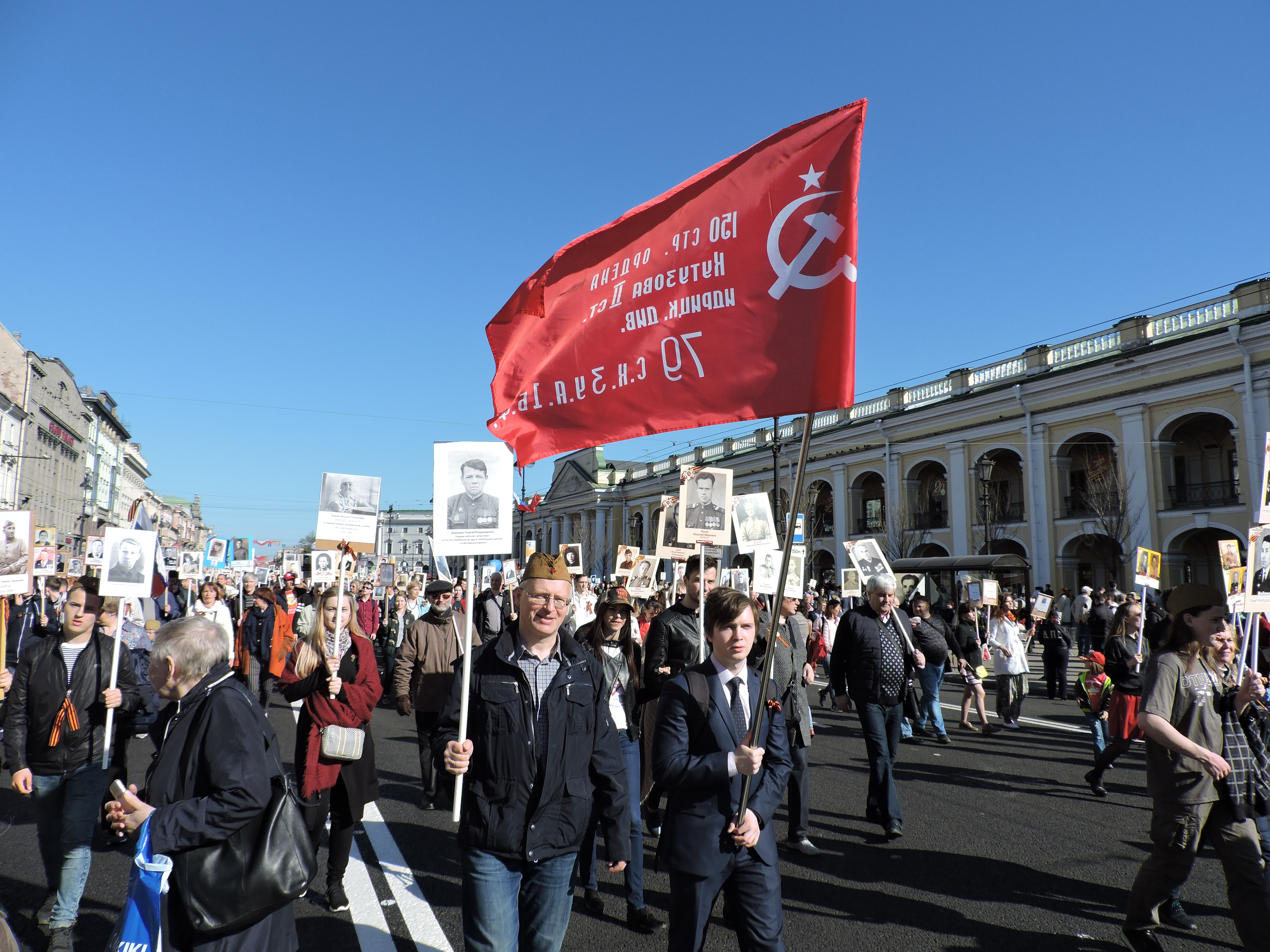
Копия Знамени Победы на шествии Бессмертного полка в Санкт-Петербурге (9 мая 2018)

Знамя Победы, водружённое в ночь на 1 мая 1945 года над зданием рейхстага, после 1965 года никогда не выносилось на военные парады. Во время проведения торжественных мероприятий на Красной Площади в Москве в День Победы используется официальная копия Знамени Победы, хранящегося в Центральном музее Вооружённых сил. Это правило выходит из положений закона о Знамени Победы, принятого 7 мая 2007 года, согласно которому во время торжественных мероприятий, посвящённых Дню Победы, проводимых федеральными органами государственной власти, органами государственной власти субъектов Российской Федерации, органами местного самоуправления, организациями, общественными объединениями, возложения венков к Могиле Неизвестного Солдата в Москве и другим памятникам Великой Отечественной войны в День Победы и другие дни, связанные с событиями Великой Отечественной войны, а также для выставления на обозрение вместо Знамени Победы в случае, если оно убрано с обозрения для проведения реставрационных работ, могут использоваться копии Знамени Победы.
В День Победы копии Знамени Победы могут вывешиваться на зданиях (либо подниматься на мачтах, флагштоках) наряду с Государственным флагом Российской Федерации. Одновременный подъём (размещение) Государственного флага Российской Федерации и копии Знамени Победы осуществляется в том же порядке, что и одновременный подъём (размещение) Государственного флага Российской Федерации и флага субъекта Российской Федерации, муниципального образования, организации, общественного объединения.
Закон требует, чтобы вид копий Знамени Победы соответствовал виду Знамени Победы. Официальных копий у Знамени Победы всего (2008) четыре: одна —
дубликат — экспонируется в «Зале Победы» Центрального музея Вооружённых Сил, другая используется во время парадов, третья находится в Брестской крепости, четвёртая — используется в выставочных работах.
В настоящее время, в соответствии с регламентом выноса Знамени Победы на параде в честь Дня Победы на Красной площади в Москве, парад открывается выносом официальной копии Знамени Победы, и при этом — с парада 9 мая 2006 года — впереди несётся Государственный флаг Российской Федерации. Депутаты Государственной думы от КПРФ отрицательно отнеслись к данному факту, утверждая, что в период Великой Отечественной войны триколор использовали в качестве своего стяга власовцы, воевавшие в РОА на стороне Германии. В одном из открытых писем на имя Президента России утверждается, что «Знамя Победы в искусственно созданной оскорбительной комбинации с торжественно несомым впереди триколором <…> вызывает лишь одну недопустимую ассоциацию: победу в Великой Отечественной войне одержали, оказывается, власовцы. Но даже если бы триколор не был замаран использованием его в годы Великой Отечественной войны предателями власовцами, всё равно неправомерно было бы нести его впереди Знамени Победы в качестве Государственного флага Российской Федерации, ибо победа была одержана народами не одной России, а всем содружеством народов Союза Советских Социалистических республик, и заменять Государственный флаг Советского Союза триколором — значит искажать историю Великой Отечественной войны, историю стран СНГ».
Во время Парада Победы 9 мая 2015 года впереди было вынесено Знамя Победы, а российский триколор — после него. На Параде Победы 9 мая 2016 года Знамя Победы снова следовало за российским государственным флагом.

Использование копии Знамени Победы на парадах 9 мая на Красной Площади в Москве
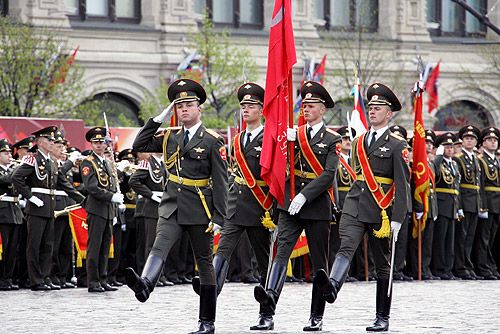
Парад на Красной площади 9 мая 2005 года. Последний вынос Знамени Победы без российского флага
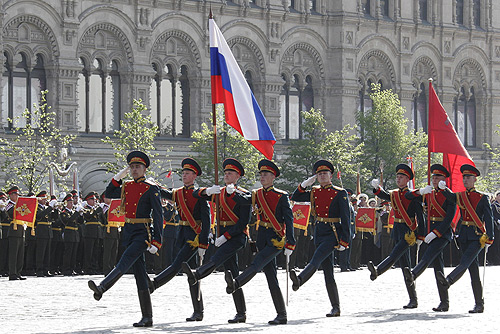
Парад на Красной площади 9 мая 2009 года. В церемонии присутствует российский флаг (Знамя Победы следует за триколором)
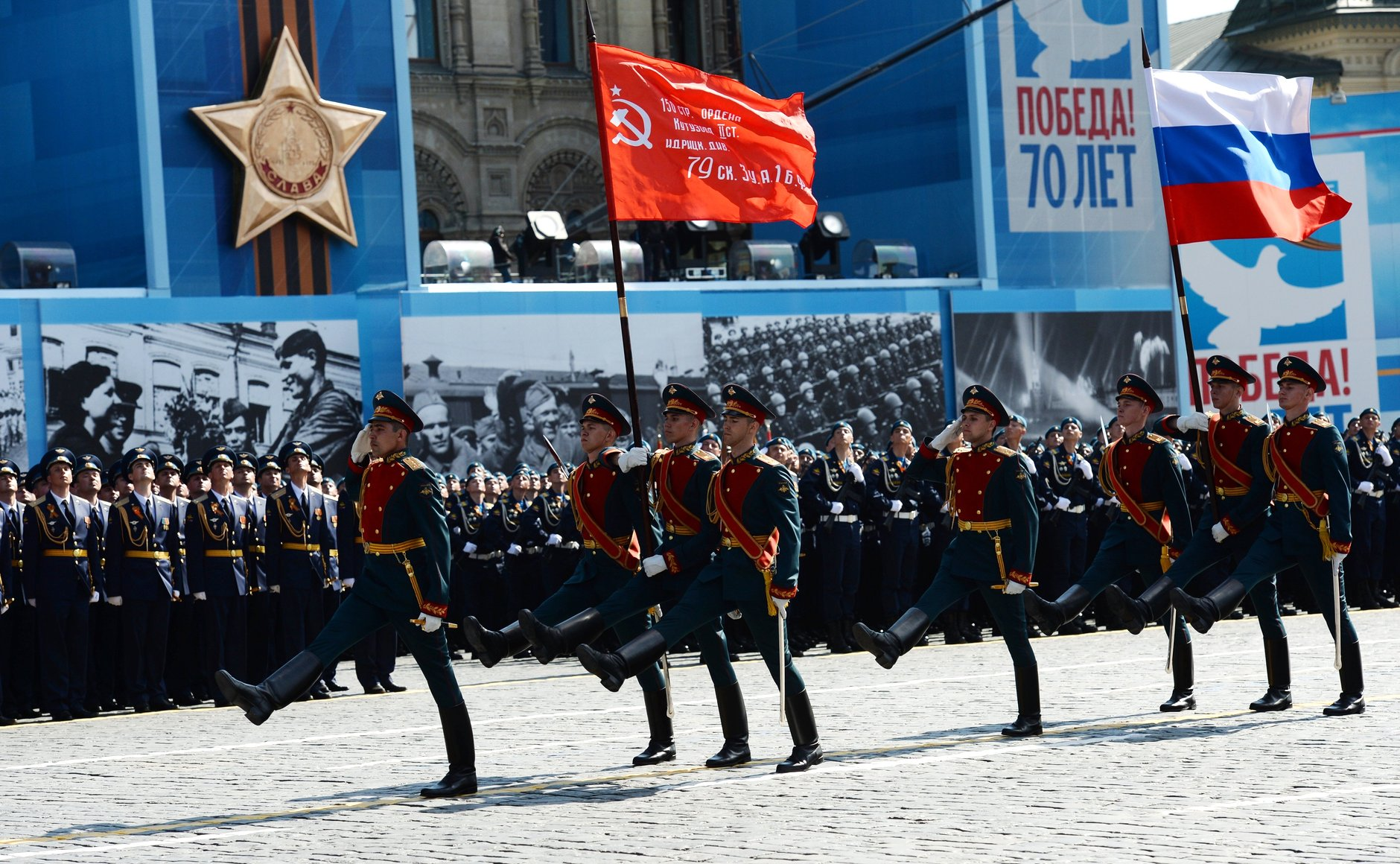
Парад на Красной площади 9 мая 2015 года. В церемонии Знамя Победы было вынесено впереди российского флага

На фоне копии Знамени Победы 8 мая 2015 года поздравляли с Днём Победы с борта Международной космической станции российские космонавты 43-го долговременного экипажа А. Н. Шкаплеров, Г. И. Падалка, М. Б. Корниенко.
2 февраля 2018 года на праздновании 75-летия Сталинградской битвы в Волгограде копия Знамени Победы была торжественно вынесена без государственной символики СССР — серпа и молота. Отсутствие серпа и молота на полотнище в пресс-службе Южного военного округа объяснили, тем, что «со временем краска попросту выцвела» после многократных химчисток.

## Символ Знамени Победы (1996—2007)

Символ Знамени Победы (использовался с 1996 по 2007)

С 1996 по 2007 год в России использовался также символ Знамени Победы. 15 апреля 1996 года Президент России Б. Н. Ельцин подписал указ «О Знамени Победы», по которому Знамя Победы выносилось только 23 февраля и 9 мая, для остальных целей должен был использоваться «символ Знамени Победы», который согласно указу представлял собой «полотнище красного цвета с отношением длины к ширине 2:1. На обеих сторонах в верхнем углу расположено изображение пятиконечной звезды».
Цвет звезды в указе установлен не был, но на практике чаще всего символ Знамени Победы изготавливался с золотой (жёлтой) пятиконечной звездой. Также в качестве символа Знамени Победы использовался красный флаг с изображением на его верхнем углу у древка красной пятиконечной звезды, обрамлённой золотой каймой или Государственный флаг СССР.
14 июня 2005 года на заседании Совета Госдумы был рассмотрен проект федерального закона «О Знамени Победы», внесённый депутатом от фракции «Единая Россия» А. А. Сигуткиным. 7 сентября 2005 года на пленарном заседании Госдумы были рассмотрены два альтернативных проекта федерального закона «О Знамени Победы», внесённых соответственно группой депутатов от фракций КПРФ и «Родина», включая участника штурма Берлина В. И. Варенникова, и второй — депутатом А. А. Сигуткиным. В ходе обсуждения законопроектов разгорелась дискуссия о символе Знамени Победы. Группа депутатов в своём законопроекте предлагала, соблюдая историческую правдивость, сохранить в символе Знамени Победы главную символику оригинала — серп и молот и пятиконечную звезду.
Внесённым Сигуткиным А. А. законопроектом предусматривалось, что в отдельных случаях (в частности, в дни воинской славы России, связанные с датами Великой Отечественной войны, а также в иные дни при поминовении погибших в Великой Отечественной войне и погребении участников Великой Отечественной войны на Федеральном военном мемориальном кладбище) могут выноситься символы Знамени Победы. Согласно проекту символ Знамени Победы должен был представлять собой «полотнище красного цвета с отношением длины к ширине 2:1, на обеих сторонах которого в верхнем углу у древка расположено изображение пятиконечной звезды». 9 сентября 2005 года законопроект с предложенными положениями, в котором на символе Знамени Победы изображается только пятиконечная звезда, был принят Госдумой в первом чтении.
Данный факт вызвал протесты общественности и ряда представительных органов субъектов России. Так, по мнению Мурманской областной Думы, был «сделан первый шаг на пути законодательного закрепления искажения символа боевого Знамени Победы», с чем «нельзя согласиться». Депутатами Мурманской областной Думы было также отмечено, что конституционное большинство в Госдуме депутатов — членов фракции «Единая Россия» гарантированно обеспечивает принятие проекта федерального закона без учёта мнения оппозиции и большого числа населения России. В обращении, в частности, было сказано:

«Не сумев в ходе празднования 60-летия Победы дать надлежащий отпор переписчикам мировой истории на Западе, а также всевозможным доморощенным псевдоисторикам, стремящимся своей ненавистью ко всему советскому переплюнуть своих западных коллег, Россия, в лице федеральных органов государственной власти, сама начинает искажать свои главные исторические реликвии и ценности. Тогда какой памяти к тем славным событиям нашей Родины и какого уважения к себе можно требовать от других? Но всё же большинство россиян „не Иваны, не помнящие родства“, а люди, свято чтящие своих предков, и они не простят неуважительного отношения к своему недавнему прошлому.»

Ко второму чтению законопроекта в положения о символе Знамени Победы были внесены изменения. Предложенные ко второму чтению изменения также вызвали протест общественности. Так, в Обращении Московской городской Думы Президенту России В. В. Путину и Председателю Госдумы Б. В. Грызлову, в частности, значится:

«Особое недоумение вызывает часть <…> законопроекта, где дано описание символа Знамени Победы, в соответствии с которым на прямоугольном полотнище красного цвета на обеих сторонах должно быть „расположено изображение пятилучевой звезды белого цвета“. Предлагается <…> убрать изображение перекрещенных Серпа и Молота с пятиконечной звездой золотистого цвета над ними.

Данные изменения символа Знамени Победы полностью отвергают историческую правду о победе Красной Армии над „коричневой чумой“ XX века. Это надругательство над памятью миллионов погибших.»

Непринятый символ Знамени Победы

Несмотря на протесты, 21 марта 2007 года законопроект был принят во втором чтении со следующей формулировкой о символе Знамени Победы: «Символ Знамени Победы представляет собой прямоугольное полотнище красного цвета, на обеих сторонах которого расположено изображение пятилучевой звезды белого цвета.» С такой формулировкой 23 марта 2007 года законопроект был принят в третьем — окончательном — чтении и передан для одобрения Советом Федерации.
С учётом мнения ветеранских и иных организаций, представительских органов субъектов России (в числе которых также: Волгоградская областная Дума, Законодательное Собрание Ульяновской области, Государственное Собрание Республики Саха, Белгородская областная Дума, Тульская областная Дума, Смоленская областная Дума), называвших нововведения «полностью отвергающими историческую правду о победе Красной Армии над фашизмом», «кощунственными», «глумлением над светлой памятью миллионов советских людей, павших за свободу и независимость Родины, унижающим оставшихся в живых ветеранов-фронтовиков и работников тыла, послевоенное поколение русских людей, способствующими активизации профашистских и реваншистских настроений в ряде стран Европы, в том числе Прибалтики» и т. п., 30 марта 2007 года проект Советом Федерации был отклонён и возвращён в Госдуму. 6 апреля 2007 года большинство депутатов Госдумы не согласилось с решением Совета Федерации, и федеральный закон со спорной формулировкой («Символ Знамени Победы представляет собой прямоугольное полотнище красного цвета, на обеих сторонах которого расположено изображение пятилучевой звезды белого цвета») был принят квалифицированным большинством голосов, при котором не требуется одобрения Советом Федерации (при повторном голосовании за него проголосовало не менее двух третей от общего числа депутатов Госдумы), и направлен на подписание Президентом России.
В своём письме от 20 апреля 2007 года Президент РФ В. В. Путин в связи с многочисленными обращениями ветеранских организаций счёл необходимым проведение по закону дополнительных консультаций, а 24 апреля наложил вето на закон. 25 апреля закон без упоминания символа Знамени Победы был принят Госдумой в редакции специальной комиссии, одобрен Советом Федерации 4 мая и подписан Президентом России В. В. Путиным 7 мая, накануне Дня Победы. Указом Президента России В. В. Путина от 16 июня 2007 года № 770 был признан утратившим силу Указ «О Знамени Победы», вследствие чего «символ Знамени Победы» перестал существовать.

## Статус Знамени Победы за пределами России

### Беларусь
Указом президента Беларуси от 6 мая 1995 года установлено, что дубликат Знамени Победы выносится только 9 мая (День Победы), 23 февраля (День защитников Отечества) и 3 июля (День освобождения Беларуси от фашистских захватчиков), для остальных целей используются Государственный флаг СССР и символ Знамени Победы, который, согласно указу, «представляет собой полотнище красного цвета с изображением пятиконечной звезды, серпа и молота».
В 2011 году Россия подарила Беларуси одну из официальных копий Знамени Победы. Церемония вручения копии Знамени Победы состоялась во время международной научно-практической конференции «Беларусь: история и современность». Подаренная копия Знамени Победы хранится в Белорусском музее истории Великой Отечественной войны.

### ДНР и ЛНР

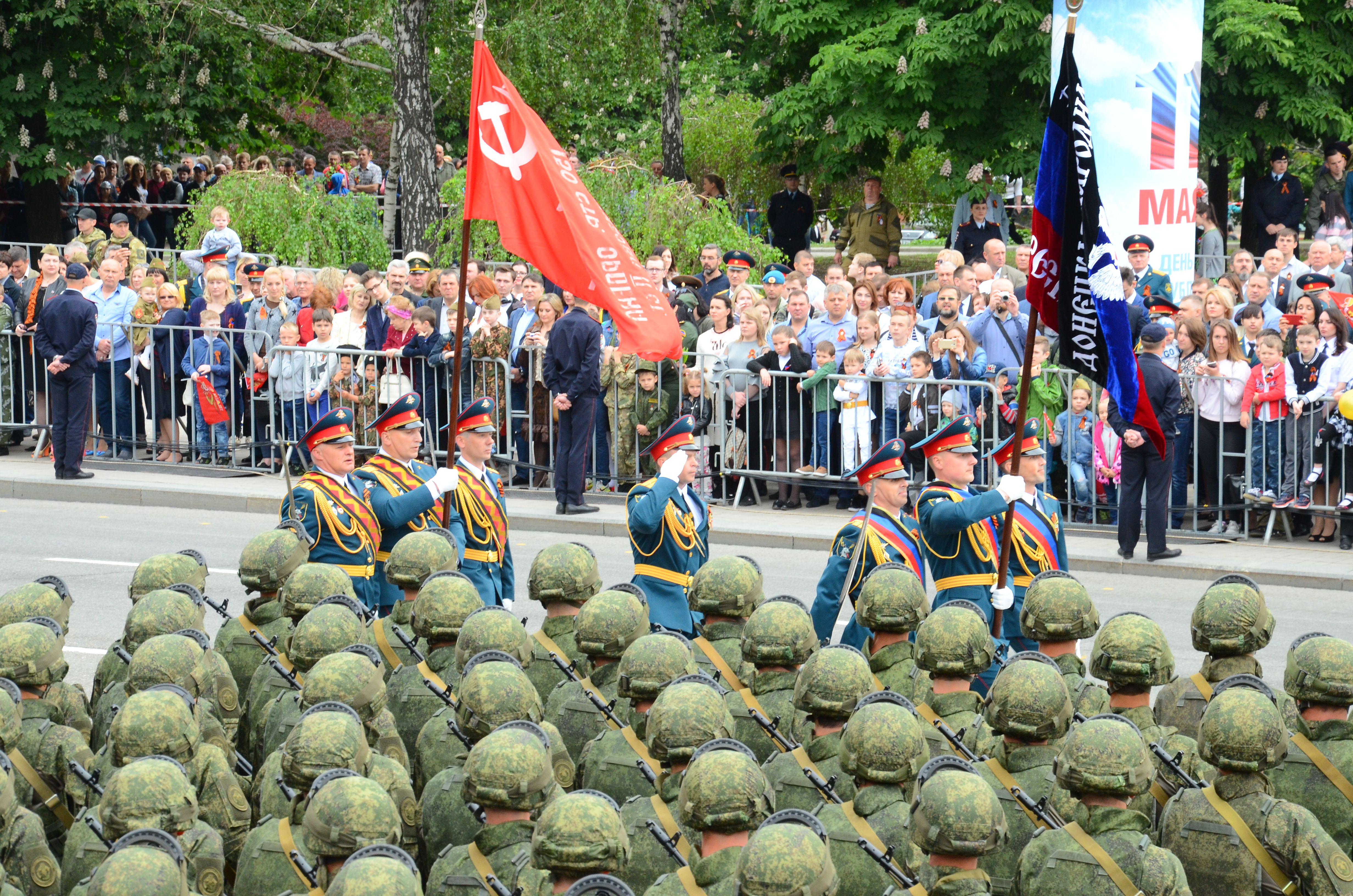
Копия Знамени Победы на параде в День Победы в Донецке (ДНР, 9 мая 2018)

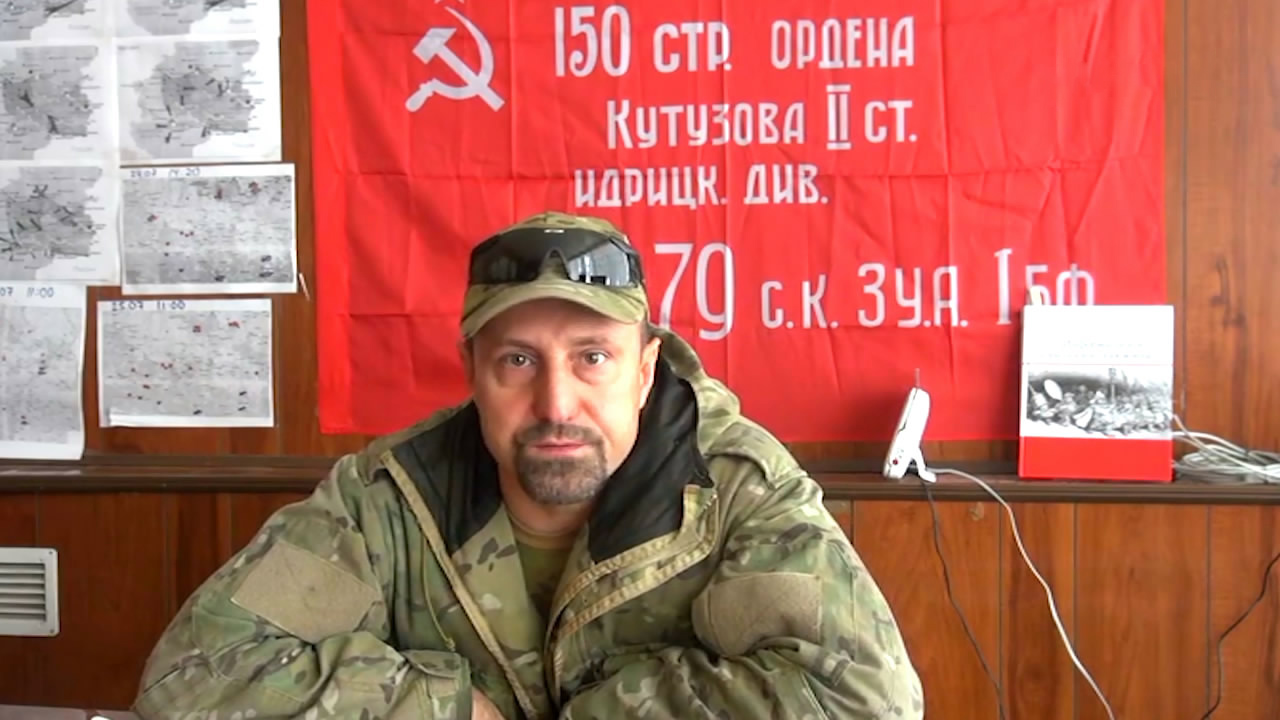
Копия Знамени Победы используется одним из военных лидеров самопровозглашённой Новороссии Александром Ходаковским, 2014

В самопровозглашённых Донецкой Народной Республике (ДНР) и Луганской Народной Республике (ЛНР) в День Победы 9 мая 2016 года на парадах, проведённых в столицах ДНР и ЛНР — Донецке и Луганске — копия Знамя Победы была пронесена впереди государственных флагов ДНР и ЛНР. В 2018 году парламенты ДНР и ЛНР приняли законы «О Знамени Победы», установившие статус и правовые основы использования копий Знамени Победы в республиках.

### Казахстан
21 апреля 2010 года в Зале Славы Центрального музея Великой Отечественной войны в Москве состоялась торжественная церемония передачи копии Знамени Победы представителям казахстанской делегации в лице Руководителя аппарата Управления делами Президента Республики Казахстан С. К. Муканова и Председателя Союза ветеранов Афганистана и локальных войн Республики Казахстан, члена Политсовета НДП «Нур Отан» Ш. А. Утегенова. Передача была осуществлена Героем Советского Союза В. А. Ульяновым и Председателем Комитета по делам воинов-интернационалистов СНГ Героем Советского Союза Р. С. Аушевым с участием почётного караула кремлёвского гарнизона, 19 Героев Советского Союза, членов правительства Российской Федерации, депутатов Государственной думы, ветеранских организаций Москвы. Эта копия Знамени Победы хранится в Музее Первого Президента Республики Казахстан. Торжественная встреча копии Знамени Победы состоялась 1 мая 2010 года в Парке имени 28 героев-панфиловцев в Алма-Ате. В рамках акции «Вахта памяти» данная копия Знамени демонстрируется в различных городах Казахстана, а также используется в иных акциях и мероприятиях.
6 мая 2015 года в сопровождении почётного караула точная копия Знамени Победы, изготовленная российскими мастерами, была передана в Национальный архив Республики Казахстан.
12 июня 2015 года в Алма-Ате другую копию Знамени Победы представители России передали Министерству обороны Казахстана. Церемония прошла в присутствии высшего командования Республики Казахстан. После церемонии передачи Знамени собравшиеся возложили цветы к Вечному огню и почтили память погибших в Великой Отечественной войне минутой молчания. Стяг был передан для хранения во вновь открываемый Музей вооружения и военной техники Вооружённых сил Республики Казахстан в Астане.
23 декабря 2015 года в Москве перед началом заседания Совета министров обороны государств — участников СНГ министр обороны России генерал армии Сергей Шойгу передал ещё одну копию Знамени Победы министру обороны Казахстана Имангали Тасмагамбетову. Данная официальная копия Знамени Победы заняла место в Музее вооружения и военной техники Вооружённых сил Республики Казахстан (Астана); Знамя размещено в экспозиции, посвящённой Великой Отечественной войне.

### Молдова
9 мая 2017 года на площади Великого национального собрания столицы Молдовы — Кишинёве — была развёрнута самая большая копия Знамени Победы размером 60 на 25 метров. Организатором акции выступил Общественный совет «За Свободную Родину». Знамя шили на кишинёвской фабрике в течение двух недель.

### Приднестровье
21 октября 2009 года Верховный Совет Приднестровья принял закон о приравнивании Знамени Победы к государственному символу республики. Копия Знамени Победы водружается на госучреждениях Приднестровья в праздничные дни. 9 мая 2014 года на Мемориале Славы города Тирасполя Приднестровью от России была передана официальная копия Знамени Победы. В соответствии с Указом Президента Приднестровской Молдавской Республики № 160 от 9 мая 2014 года официальная копия Знамени Победы передаётся на постоянное хранение в Приднестровье Российской Федерацией.

### Украина

Копия Знамени Победы на праздновании Дня Победы в Парке Ленинского комсомола в Донецке (Украина, 2010)

21 апреля 2011 года Верховная рада Украины приняла Закон «О внесении изменений в Закон Украины „Об увековечении Победы в Великой Отечественной войне 1941—1945 годов“», который 20 мая 2011 года был подписан президентом Украины В. Ф. Януковичем. Закон установил порядок официального использования копии Знамени Победы, которое было обозначено как «символ победы советского народа, его армии и флота над фашистской Германией в годы Великой Отечественной войны». Согласно закону, внешний вид копий флага Победы должен соответствовать виду флага 150-й ордена Кутузова II степени Идрицкой стрелковой дивизии. Закон также устанавливал порядок использования копий Знамени Победы у Вечного огня, могил неизвестного солдата и неизвестного матроса, а также во время торжественных мероприятий, посвящённых Дню Победы.
Однако 17 июня 2011 года Конституционный суд Украины объявил Закон «Об увековечении Победы в Великой Отечественной войне 1941—1945 годов» неконституционным в части о порядке официального использования копий Знамени Победы. Мотивировкой такого решения было то, что в Конституции Украины «содержится исключительный перечень государственных символов, в котором Красное знамя отсутствует». Конституционный суд предложил парламенту Украины внести изменения в Конституцию Украины, расширив перечень государственных символов, чтобы привести Закон «Об увековечении Победы в Великой Отечественной войне 1941—1945 годов» в соответствие с Конституцией.
9 апреля 2015 года Верховная рада Украины приняла новый закон «Об увековечении победы над нацизмом во Второй мировой войне 1939—1945 годов», которым закон 2000 года «Об увековечении Победы в Великой Отечественной войне 1941—1945 годов» с его последующими изменениями был отменён, а использование копий Знамени Победы не предусматривается. Закон вступил в силу 21 мая 2015 года.

### Армения
Копии Знамени Победы во время официальных мероприятий в стране не используются, но участниками акции «Бессмертный полк» 9 мая 2016 года в Ереване (впервые за годы существования независимой Армении) по центру столицы была пронесена копия Знамени Победы.

### Туркменистан
Копия Знамени Победы впервые использовалось во время парада Победы в Ашхабаде 9 мая 2020 года.

## В культуре

### Знамя в изобразительном искусстве
Знамя Победы можно увидеть на картинах советских и российских художников:
- Вакуров И. П. «Победа» (на палехской миниатюре воин-победитель держит Знамя Победы над куполом Рейхстага);
- Божко В. Н. «Водружение знамени Победы над Берлином»;
- Мочальский Д. К. «Победа. Берлин 1945 года» (1947);
- Логинов П., Памфилов В. Е. «Знамя Победы» (развевающееся на куполе Рейхстага Знамя изображено с надписями «150 стр. ордена Кутузова II ст. Идриц. Див.», «79 Ск» и «3 УА 1 БФ», которые в действительности были нанесены на Знамя только после снятия с крыши здания);
- Соломатин Г. М. «Жуков в Берлине»;
- Титов В. Г. «Знамя Победы».

Знамя Победы можно также увидеть на картине польского художника Йозефа Млынарского «Советские солдаты в Берлине».

### В кино и в литературе
16 марта 2006 года в Зале Победы Центрального музея Вооружённых сил прошла презентация песни «Знамя Победы», написанная в 2005 году В. В. Андрияновым и В. Н. Смирновым.
Водружению Знамени Победы посвящён один из сюжетов советского художественного фильма режиссёра Михаила Чиаурели «Падение Берлина» (1949).
О Знамени Победы был снят фильм «Знамя Победы». В связи с тем, что официально озвученные обстоятельства водружения Знамени во многом отличались от того, что рассказали участники фильма, он так и не был показан широкому зрителю. Единственная копия фильма существует в личном архиве режиссёра Романа Розенблита.
В 2015 году режиссёром Александром Касьяновым был снят документальный фильм «Знамя Победы».

### В виртуальной реальности
РИА Новости при поддержке движения «Бессмертный полк России» создали VR-реконструкцию «Неизвестный знаменосец», которая рассказывает о водружении над Рейхстагом флагов и знамён десятками штурмовых групп и бойцов-одиночек. Озвучивали проект популярные российские артисты Егор Бероев, Виктор Добронравов, Игорь Петренко, Максим Демченко. Министерство просвещения Российской Федерации поддержало и рекомендовало для изучения школьникам проект «Неизвестный знаменосец» в формате виртуальной реальности.
Проект имеет упрощённую версию в формате видео 360°.

### В филателии

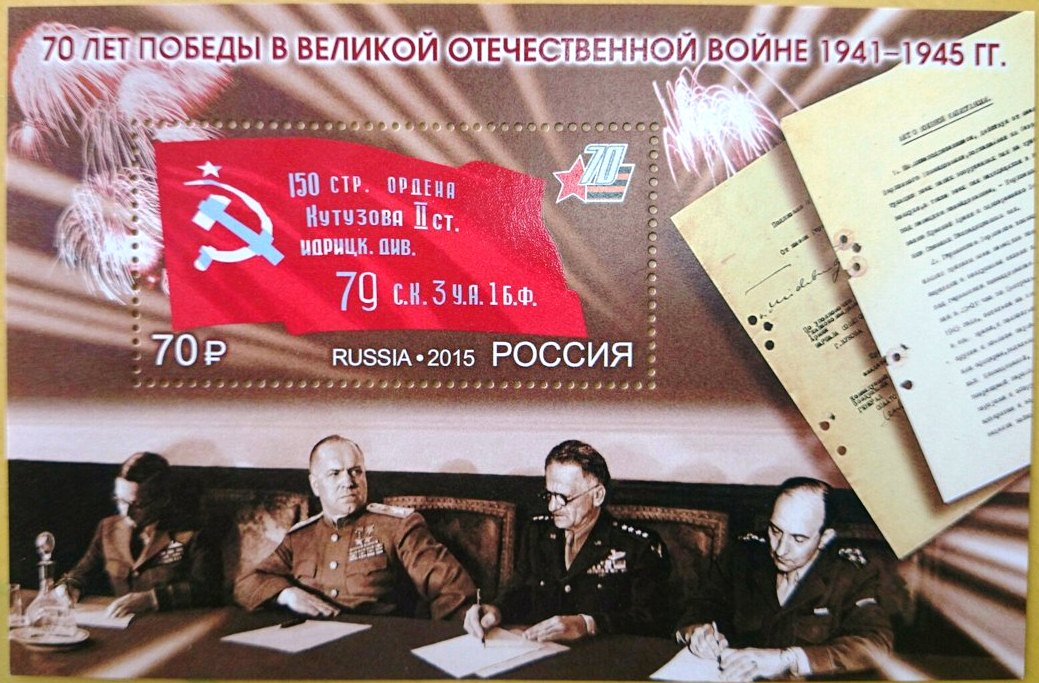
Почтовый блок России, 2015

Знамя Победы на советских почтовых марках появилось трижды. Впервые Знамя Победы появилось на почтовой марке 1965 года  (СК #3107) в серии, посвящённой 20-летию Победы. Во второй раз марка появилась в 1977 году; в её оформлении использована миниатюра советского художника И. П. Вакурова — «Победа»  (СК #4575). Во третий раз на советских почтовых марках Знамя Победы появилось в 1989 году, когда почтовое ведомство СССР выпустила марку с изображением картины П. Логинова и В. Памфилова «Знамя Победы»  (СК #5993). Кроме того в СССР — в 1985 году — был выпущен конверт с оригинальной маркой к 40-летию Победы с изображением Знамени Победы; на конверте также изображён сюжет постановочного водружения красного знамени по фотографии Я. И. Рюмкина, созданной 2 мая около конной скульптуры Вильгельма I на крыше Рейхстага (на марке), а также сюжета фотографии Е. Халдея (на основной части конверта).
Знамя Победы в виде красного стяга на куполе рейхстага также изображено на почтовых марках Польши  (Mi #2825) (1985), Бенина  (Mi #А398) (май 1985), Афганистана  (Mi #1404) (9 мая 1985 года), Конго  (Mi #1006) (1985), Маршалловых Островов  (Mi #577) (2 мая 1995), а также на российском ( (ЦФА [АО «Марка»] № 1408), 24 апреля 2010) и белорусском (2015) почтовых блоках.
Знамя Победы — сюжет российских художественного маркированного конверта 2014 года, а также почтовой марки в составе блока 2015 года. Знамя Победы — элемент оформления поля почтового блока Соломоновых островов, изданного филателистической фирмой «Стамперия» (Литва) в 2015 году.

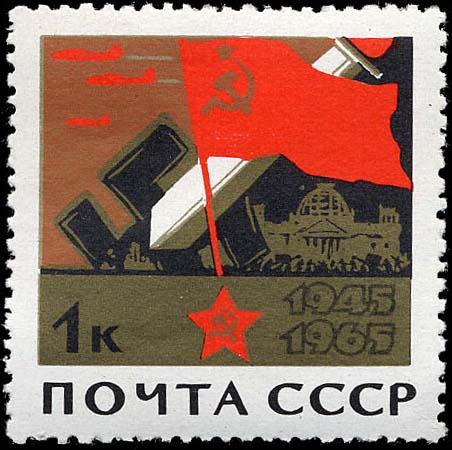
Победа советского народа (СССР, 1965)
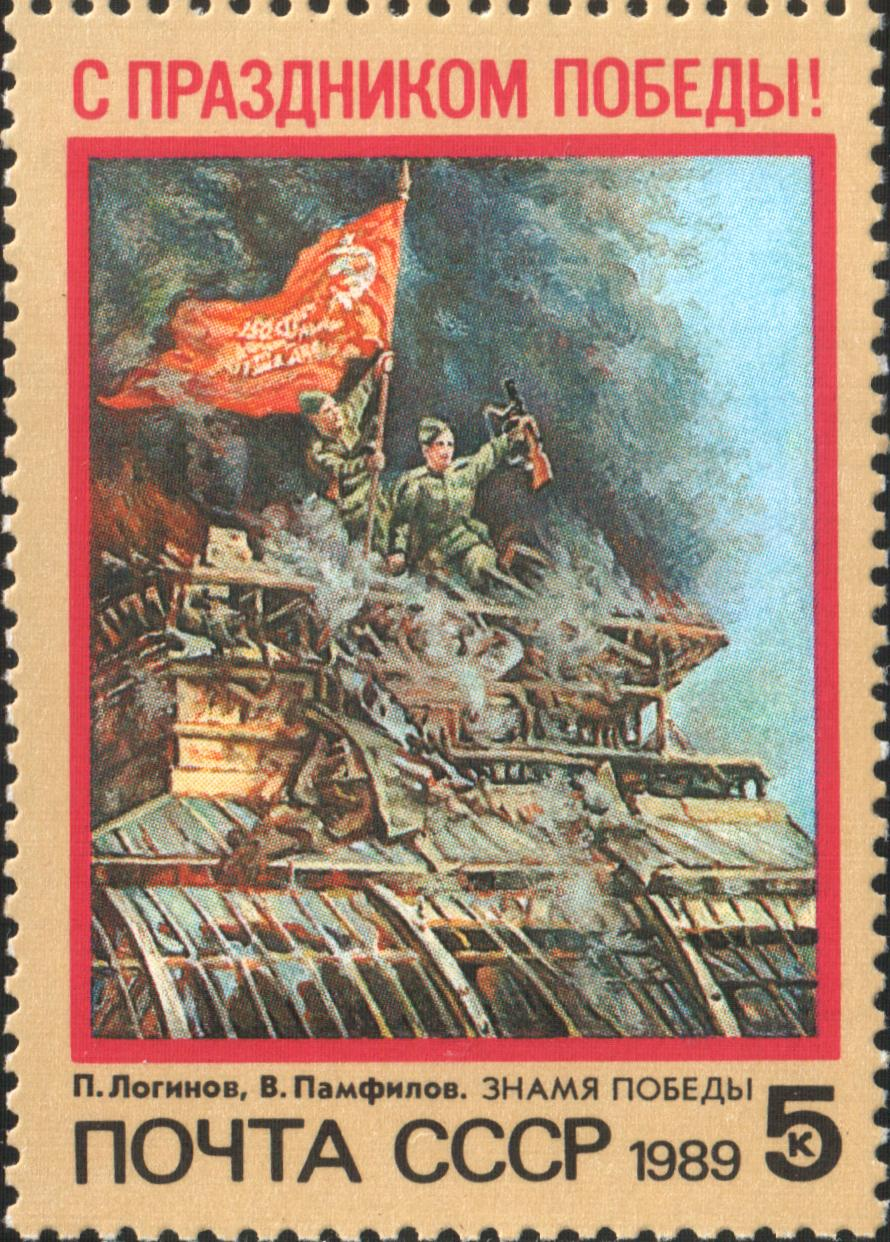
Картина П. Логинова и В. Е. Памфилова «Знамя Победы» на почтовой марке (СССР, 1989)
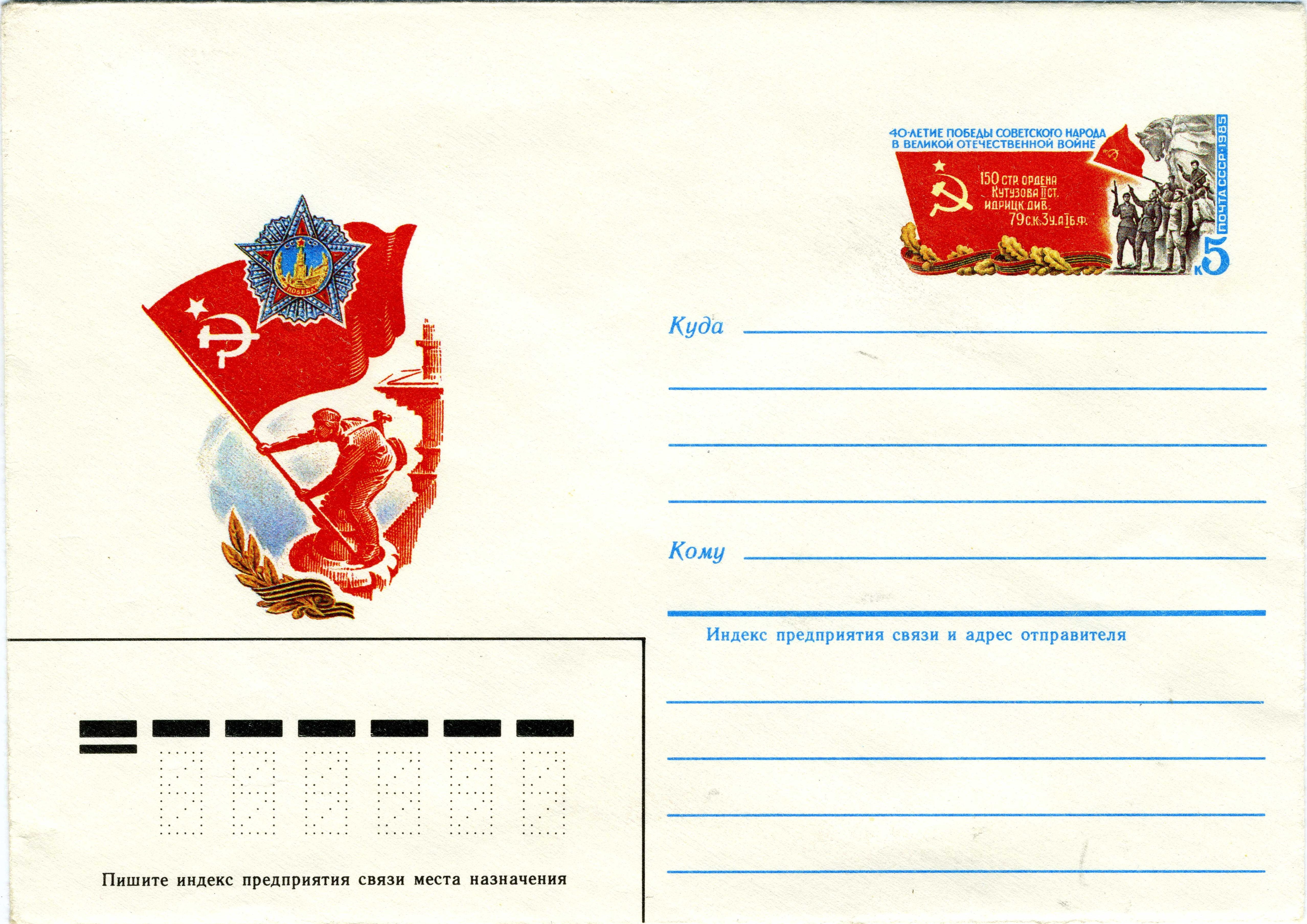
Конверт с оригинальной маркой к 40-летию Победы (СССР, 1985)
Почтовый блок России, 2010
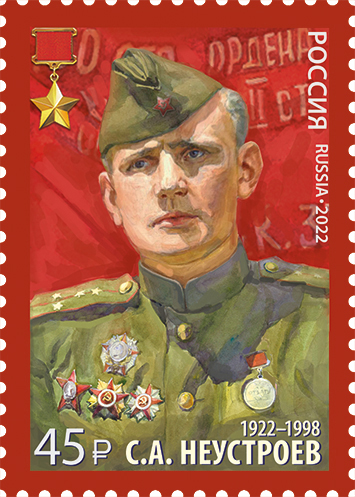
Степан Неустроев на фоне Знамени Победы на почтовой марке России, 2022

Чаще в филателии встречаются сюжеты, в которых повторяются постановочные изображения Знамени Победы (главным образом, сюжеты по фотографиям советского военного фотокорреспондентов Евгения Халдея и Якова Рюмкина).

### В топонимике
- Площадь Знамени Победы — центральная площадь посёлка городского типа Идрица, Псковская область (Знамя принадлежало 150-й стрелковой дивизии, называвшейся Идрицкой после участия в освобождении посёлка в 1944 году);
- улица Знамя Победы — название небольшой улицы в городе Новошахтинск, Ростовская область.

## Постановочные и художественные изображения Знамени Победы

Одна из постановочных фотографий Халдея с красным знаменем на крыше Рейхстага, ошибочно принимаемая за водружение Знамени Победы

Фотография корреспондента газеты «Правда» В. А. Тёмина «Знамя Победы над Рейхстагом 1 мая 1945 года в Берлине». Снимок удостоен наград в СССР и за рубежом

Момент водружения Знамени Победы не был запечатлён на фото, нет и соответствующей кинохроники. В исторических, пропагандистских, публицистических и учебных материалах о Знамени Победы широко используются созданные разными авторами исторические снимки и кинохроника с красными знамёнами, на которых в действительности нет Знамени, водружённого Берестом, Егоровым и Кантарией.
Так, на фотографиях советского фотокорреспондента Е. А. Халдея, получивших известность под названием «Знамя Победы над Рейхстагом» (используется также название «Красное знамя над Рейхстагом»), в действительности запечатлено не Знамя Победы. Позировавшие корреспонденту сержанты Абдулхаким Исмаилов, Леонид Горычев (стоят) и Алексей Ковалёв (держит древко) на одну из башен Рейхстага устанавливали красное знамя, специально привезённое Халдеем по заданию ТАСС. Снимки были сделаны 2 мая 1945 года, когда Рейхстаг уже был взят. Когда Халдей добрался до Рейхстага, флагов там уже было установлено множество, и в их числе — Знамя Победы. Использование художественных фотографий Халдея как символа Победы не отвечает исторической правде и потому, что войска 8-й гвардейской армии, в которой числились запечатлённые на фотографии военнослужащие, не принимали участия в штурме и взятии Рейхстага. Таким образом, постановочные фотографии Халдея с красным знаменем на крыше Рейхстага, ошибочно принимаются за водружение Знамени Победы.
В полдень 1 мая с борта самолёта По-2 крыша Рейхстага была сфотографирована фотокорреспондентом газеты «Правда» В. А. Тёминым. Снимок обошёл газеты и журналы десятков стран мира. Лётчик Иван Вештак впоследствии вспоминал: «В связи с очень сложной обстановкой нам, к сожалению, удалось всего только раз пролететь вблизи Рейхстага, где развевался красный флаг. Вот так и появился этот единственный снимок». Однако, на оригинальном кадре Тёмина на куполе здания не было Знамени Победы (так как на купол Рейхстага знамя было перенесено только 2 мая), и оно было лишь пририсовано перед публикацией в газетах; при этом художник-ретушёр пририсовал флаг в 2-3 раза больше настоящего знамени.

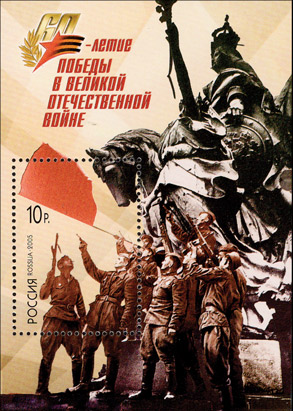
Сюжет фотографии Я. И. Рюмкина на почтовом блоке России

На постановочной фотографии Я. И. Рюмкина, сделанной 2 мая, рядом с красным знаменем на конной скульптуре Вильгельма I на крыше Рейхстага изображены советские военнослужащие, среди которых два Героя Советского Союза — И. Н. Лысенко (крайний слева) и С. А. Неустроев, а также: В. Н. Правоторов, Г. П. Булатов, С. Е. Сорокин, С. Г. Орешко, П. Д. Брюховецкий, М. А. Пачковский, М. С. Гибадуллин — взвод разведчиков 674-го стрелкового полка. Снимок был опубликован в газете «Правда» 20 мая 1945 года и в дальнейшем широко использовался как иллюстрация к темам о штурме Рейхстага, Дне Победы и Знамени Победы в книгах, плакатах, журналах, почтовых марках и т. п.
Также в целях демонстрации момента водружения Знамени Победы широко используется постановочная кинохроника — художественная инсценировка, созданная 2 мая 1945 года советским фронтовым оператором Р. Л. Карменом. Участники киносъёмки утром 2 мая по освобождённой от посторонних лиц лестнице Рейхстага в нескольких дублях пробегали с красным флагом к парадному входу и поднялись на крышу, где привязывали флаг к конной скульптуре Вильгельма I. Среди участников съёмки Кармена были участники реальных водружений знамён в разных местах рейхстага — Григорий Булатов, Рахимжан Кошкарбаев, Семён Сорокин, Степан Неустроев. На основе инсценировки Кармена была написана картина Богаткина В. В. «Штурм рейхстага».